# Lido Manetti
Lido Manetti (ou Arnold Kent) (né le 21 janvier 1899 à Sesto Fiorentino et mort le 29 septembre 1928  à Hollywood) est un acteur italien.

## Filmographie
- 1917 : Principessa de Camillo De Riso
- 1917 : L'Affaire Clémenceau d'Alfredo De Antoni
- 1917 : Malìa
- 1918 : La passaggera
- 1918 : P.L.M. ossia l'assassinio della Paris-Lyon-Mediterranée
- 1918 : Addio giovinezza !
- 1918 : Femmina - Femina
- 1918 : L'onestà del peccato
- 1919 : Una donna funesta
- 1919 : Il bacio di Dorina
- 1919 : L'inviolabile
- 1919 : La signora dalle rose
- 1919 : La fiamma e la cenere
- 1919 : Il fantasma senza nome
- 1920 : La borsa e la vita
- 1920 : L'erma biffronte
- 1920 : L'avvoltoio
- 1920 : I due volti di Nunù
- 1920 : Brividi
- 1920 : Figuretta
- 1921 : Primavera
- 1921 : Amore rosso
- 1921 : Folie d'amour
- 1921 : La statua di carne
- 1921 : Il richiamo : Santino
- 1921 : Addio Musetto
- 1922 : La maschera del male
- 1922 : La rosa di Fortunio
- 1922 : L'incognita
- 1922 : La duchessa Mistero
- 1923 : La locanda delle ombre
- 1923 : La madre folle
- 1923 : La casa degli scapoli
- 1923 : Brinneso!
- 1923 : Il paese della paura
- 1923 : La leggenda delle Dolomiti
- 1923 : Povere bimbe
- 1923 : Fronda d'ulivo
- 1924 : La preda
- 1924 : Grand Hôtel Paradis
- 1924 : La via del dolore
- 1924 : Il riscatto
- 1924 : Saetta, principe per un giorno
- 1924 : Quo vadis ? de Gabriellino D'Annunzio et Georg Jacoby
- 1925 : La freccia nel cuore
- 1925 : La via del peccato
- 1925 : La casa dello scandalo
- 1925 : Le Plus grand amour : François Gaspari
- 1925 : Fra Diavolo
- 1925 : La bocca chiusa
- 1926 : Quello che non muore
- 1926 : Maciste contro lo sceicco
- 1926 : The Love Thief : Capitaine
- 1926 : La Femme en homme
- 1927 : Un homme en habit : Henri
- 1927 : Maitre Randall et son mari (The World at Her Feet) : Richard Randall
- 1927 : Hula de Victor Fleming : Harry Dehan
- 1927 : Confession : Gaston Napier
- 1928 : Le Spahi ou (Beau Sabreur) de John Waters : Raoul de Redon
- 1928 : The Showdown : Hugh Pickerell
- 1928 : Easy Come, Easy Go (en) : Winthrop
- 1928 : Soirs d'orage : Nika Turgenov